# Paul Mercurio
Pour les articles homonymes, voir Mercurio (homonymie).
Paul Mercurio est un acteur, danseur et chorégraphe australien, né le 31 mars 1963  à Swan Hill (État de Victoria).
Il est notamment connu pour avoir interprété le rôle principal du film Ballroom Dancing.

## Biographie
Son père, Gus Mercurio, est un comédien spécialisé dans les rôles de personnages de caractère. Élevé dans une famille d'artistes, le petit Paul grandit dans la coulisse des théâtres. Il fait ses études dans une école d'art dramatique et commence sa formation de danseur dès l'âge de neuf ans. Très vite, il obtient une bourse qui lui permet de continuer sa scolarité dans les Ballets de l'Ouest[Quoi ?]. Dès lors, il est accepté au sein de l'Australian Ballet School. À 19 ans, il fait partie de la Sydney Dance Company (en) où, un an plus tard, il est danseur étoile. Il se produit alors dans de nombreux spectacles, et dans le monde entier. Très vite, il devient chorégraphe de la Sydney Dance Company.
Durant plusieurs saisons, il est juge dans les versions australienne et néo-zélandaise de l'émission Dancing with the Stars.

## Filmographie
- 1992 : Ballroom Dancing (Strictly Ballroom) : Scott Hastings
- 1994 : Exit to Eden : Elliot Slater
- 1995 : Back of Beyond : Tom McGregor
- 1995 : La Bible : Joseph (Joseph) (téléfilm) : Joseph
- 1996 : Dark Planet : Anson Hawke
- 1996 : Cosi : Mental Patient
- 1996 : Red Ribbon Blues : Troy
- 1996-1997 : Medivac (série télévisée) : Roy Fields
- 1997 : Bienvenue à Woop Woop (Welcome to Woop Woop) : Midget
- 1998 : Day of the Roses (téléfilm) : Bryan Gordon
- 1998 : The First 9 ½ Weeks : Matt Wade
- 1999 : Sydney: A Story of a City : Archaeologist marco
- 1999 : Kick : David Knight
- 2001 : The Finder (téléfilm) : Leo Natoli
- 2003 : Le Tueur du vol 816 (Code 11-14) (téléfilm) : Carl Reese
- 2004 : Through My Eyes (feuilleton télévisé) : Max Cromwell

## Distinctions
- Mo Awards 1992 : meilleure performance de danse de l'année
- AFI Awards 1992 : nomination comme meilleur acteur pour Ballroom Dancing
- Membre de l'ordre d'Australie